# Биг бенд
Биг бенд е вид музикален ансамбъл на джаз музика, която обикновено се състои от десет или повече музиканти с четири секции: саксофони, тромпети, тромбони, както и ритъм секция. Големите групи възникват в началото на 1910-те и доминират джаза в началото на 1940-те, когато суингът е най-популярен. Терминът „биг бенд“ също се използва за описване на музикален жанр, въпреки че това не беше единственият стил музика, изпълняван от големите групи.
Биг бендовете започват като акомпанимент на танците. За разлика от типичния джаз акцент върху импровизацията, биг бендовете залагат на писмени композиции и аранжименти. Те дават по-голяма роля на ръководителите на банди, аранжорите и секциите от инструменти, а не на солистите.

## Инструменти
Големите групи обикновено имат четири секции: тромпети, тромбони, саксофони и ритъм секция от китара, пиано, контрабас и барабани. Разделението в ранните биг банди вероятно е на два или три тромпета, един или два тромбона, три саксофона и ритъм секция. През 1930 г. биг бендовете обикновено се състоят от три тромпета, три тромбона, три саксофона и ритъм секция от четири инструмента. Китарата заменя банджото, а контрабасът заменя тубата. През 40-те години на миналия век групата на Стан Кентън и групата на Уди Херман използват до пет тромпета, четири тромбона (три тенора, един бас тромбон), пет саксофона (два алт саксофона, два тенор саксофона, един баритон саксофон) и ритъм секция. Изключение прави Дюк Елингтън, който използва шест тръби. Докато повечето големи банди изхвърлият обичайния досега джаз кларинет от своите аранжименти (освен оркестрите, ръководени от кларинет на Арти Шоу и Бени Гудман), много песни на Дюк Елингтън имат части за кларинет, често замествайки или удвоявайки един от Части за тенор саксофон; по-рядко Елингтън заменя баритон саксофона с бас кларинет, като например в „Ase's Death“ от Swinging Suites . Бойд Рейбърн черпи от симфонични оркестри, като добавя флейта, Френски валдхорн, цигулка и тимпани на неговата група.
Джаз ансамбли, наброяващи осем (октет), девет (нонет) или десет (тентет) гласа понякога се наричат „малки големи групи“.
Биг бендите от двадесет и първи век могат да бъдат значително по-големи от своите предшественици, надвишавайки 20 играчи, като някои европейски групи използват 29 инструмента, а някои достигат 50.

## Аранжименти
Полезно е да се прави разлика между ролите на композитор, аранжор и лидер. Композиторът пише оригинална музика, която е изпълнена от индивиди или групи с различни размери, докато аранжорът адаптира творчеството на композиторите по творчески начин за изпълнение или запис. Организаторите често отбелязват цялата или по-голямата част от партитурата на дадено число, обикновено наричана „графика“. Лидерите на бандата обикновено са изпълнители, които събират музиканти, за да формират ансамбъл с различни размери, избират или създават материал за тях, оформят динамиката на музиката, фразите и израза по време на репетициите и водят групата в изпълнение често, докато свирят заедно с тях. Някои лидери на банди, като Гай Ломбардо, изпълняват произведения, композирани от други (в случая на Ломбардо, често от брат му Кармен), докато други, като Мария Шнайдер, поемат и трите роли. В много случаи обаче разликата между тези роли може да се размие. Били Стрейхорн, например, е плодовит композитор и аранжор, често си сътрудничи с Дюк Елингтън, но рядко поема ролята на ръководител на групата, която е поета от Елингтън, който самият е композитор и аранжор.
Типичните аранжименти на биг бенд от ерата на суинга са написани в строфична форма със същата фраза и структура на акорди, повтаряни няколко пъти. Всяка итерация или припев обикновено следва форма на блус от дванадесет такта или форма на песен с тридесет и два такта (AABA) . Първият припев на аранжимент въвежда мелодията и е последван от припеви на развитие. Това развитие може да бъде под формата на импровизирани сола, писмени солови части и „ припеви с викове “.
Първият припев на аранжимента понякога се предшества от увод, който може да бъде кратък от няколко такта или може да се разшири до собствен припев. Много аранжименти съдържат интерлюдия, често подобна по съдържание на увода, вмъкната между някои или всички припеви. Други методи за разкрасяване на формата включват модулации и каденциални разширения.
Някои големи ансамбли, като този на Крал Оливър, свиреха музика, която беше наполовина аранжирана, наполовина импровизирана, често разчитаща на аранжименти на главата. Аранжимент на главата е музикално произведение, което се формира от членове на групата по време на репетиция. Те експериментират, често с един играч, който измисля проста музикална фигура, водеща до развитие в рамките на същата секция и след това по-нататъшно разширяване от други секции, като след това цялата група запомня начина, по който ще изпълни парчето, без да пише го на ноти. През 30-те години на миналия век групата на Count Basie често използва аранжименти на главата, както казва Basie, „ние просто започваме и другите попадат“. Аранжиментите на ръководителите са по-често срещани през периода на 30-те години на миналия век, тъй като е имало по-малко текучество в персонала, давайки на членовете на групата повече време за репетиции.

## История

### Танцувална музика
Преди 1910 г. социалният танц в Америка е бил доминиран от стъпки като валс и полка. Докато джазът мигрира от произхода си в Ню Орлиънс към Чикаго и Ню Йорк, енергичните, внушаващи танци пътуват с него. През следващите десетилетия балните зали се пълниха с хора, правещи джитърбуг и линди хоп. Танцовият дует Върнън и Айрин Касъл популяризира фокстрота, акомпаниран от оркестъра на Европейското общество, воден от Джеймс Рийз Европа.
Една от първите групи, съпровождащи новите ритми, е водена от барабанистът Арт Хикман в Сан Франциско през 1916 г. Аранжорът на Хикман, Ферде Грофе, пише аранжименти, в които разделя джаз оркестъра на секции, които се комбинират по различни начини. Това смесване на секции стана определяща характеристика на големите банди. През 1919 г. Пол Уайтман наема Грофе да използва подобни техники за неговата група. Уайтман е образован по класическа музика и той нарича музиката на новата си група симфоничен джаз. Методите на танцовите групи белязват крачка от джаза в Ню Орлиънс. С изключение на Джеки Рол Мортън, които продължават да свирят в стил Ню Орлиънс, ръководителите на бендовете обръщат внимание на търсенето на денс музика и създават свои собствени големи групи. Те включват елементи на Бродуей, рагтайм и водевил.
Дюк Елингтън ръководи групата си в Cotton Club в Харлем. Кариерата на Флетчър Хендерсън започва, когато той е убеден да се яви на прослушване за работа в Club Alabam в Ню Йорк, което в крайна сметка се превръща в работа като ръководител на бенд в Roseland Ballroom. На тези места, които сами придобиват известност, ръководителите на бенд и аранжорите играят по-голяма роля, отколкото преди. Хикман разчита на Ферде Грофе, Уайтман на Бил Чалис. Хендерсън и аранжорът Дон Редман следват образеца на Кинг Оливър, но с напредването на 20-те години на миналия век те се отдалечават от формата на Ню Орлиънс и трансформират джаза. Те са подпомогнати от група, пълна с таланти: Коулман Хокинсна тенор саксофон, Луис Армстронг на корнет и мултиинструменталист Бени Картър, чиято кариера продължава до 90-те години.

### Суинг ера
Суинг музиката започва да се появява в началото на 30-те години и се отличава с по-гъвкаво усещане от 4/4 на ранния джаз. На Уолтър Пейдж често се приписва развитието на ходещия бас, въпреки че съществуват по-ранни примери, като Уелман Брауд от Washington Wabble на Елингтън от 1927 г.
Този тип музика процъфтява през началото на 30-те години на миналия век, въпреки че е имало малко масова публика до около 1936 г. Дотогава на нея се е гледало с присмех и е гледано като на любопитство. След 1935 г. големи групи се издигат до известност, свирейки суинг музика и играят основна роля в определянето на суинга като отличителен стил. Западните суинг музиканти също формират популярни биг банди през същия период.
Има значителна гама от стилове сред стотиците популярни групи. Много от по-известните групи отразяват индивидуалността на ръководителя на групата, главния аранжор и персонала. Каунти Бейзи изиграва спокоен, пропулсивен суинг, Боб Кросби (брат на Бинг), по-скоро стил на диксиленд, Бени Гудман – твърд замах, а композициите на Дюк Елингтън са разнообразни и изтънчени. Много групи включват силни инструменталисти, чиито звуци доминират, като кларинетите на Бени Гудман и Арти Шоу, тромбона на Джак Тигардън, тромпета на Хари Джеймс, барабаните на Джийн Крупаи, вибрациите на Лайънъл Хамптън. Популярността на много от големите групи е засилена от звездни вокалисти, като Франк Синатра с Томи Дорси, Хелън О'Конъл и Боб Ебърли с Джими Дорси, Ела Фицджералд с Чик Уеб, Били Холидей и Джими Ръшинг с Каунт Бейси, Дик Хеймс и Хелън Форест с Хари Джеймс, Дорис Дей с Лес Браун и Пеги Лийс Бени Гудман. Някои групи са „обществени групи“, които разчитат на силни ансамбли, но малко на солисти или вокалисти, като бандите на Гай Ломбардо и Пол Уайтман.
По това време биг бендът е толкова доминираща сила в джаза, че по-старото поколение установява, че или трябва да се адаптира към него, или просто да се пенсионира. Без пазар за записи на малки групи (влошено от индустрията от епохата на депресията, която не желае да поема рискове), музиканти като Луис Армстронг и Ърл Хайнс водят свои собствени групи, докато други, като Джели Рол Мортън и Кинг Оливър, потъват в неизвестност .
Основните „черни“ групи от 30-те години на миналия век включват, освен тези на Елингтън, Хайнс и Калоуей, тези на Джими Лънсфорд, Чик Уеб и Каунти Бейзи. „Белите“ групи на Бени Гудман, Арти Шоу, Томи Дорси, Шеп Фийлдс и по-късно Глен Милър са по-популярни от своите „черни“ колеги от средата на десетилетието. Преодоляването на разликата с бялата публика в средата на 30-те години на миналия век е оркестърът Casa Loma и ранната група на Бени Гудман.
Белите тийнейджъри и млади хора са основните фенове на големите банди в края на 30-те и началото на 1940-те. Те танцуват на записи и радиото и присъстват на концерти на живо. Те са осведомени и често пристрастни към любимите си групи и песни, а понякога се покланят на известни солисти и вокалисти. Много групи обикалят страната в изтощителни връзки за една нощ. Условията за пътуване и настаняване са трудни, отчасти поради сегрегацията в повечето части на Съединените щати, а персоналът често трябва да изпълнява упражнения, след като има малко сън и храна. Освен звездните солисти, много музиканти получават ниски заплати и биха се отказали от турнето, ако резервациите изчезнат. Понякога трибуните са твърде малки, системите за огласяване неадекватни, пианата не са настроени.
Големите банди повдигат морала по време на Втората световна война. Много музиканти са служили в армията и са на турнета с USO трупи на фронта, като Глен Милър губи живота си, докато пътува между концертите. Много групи страдат от загубата на персонал и качеството спадна у дома през годините на войната. Стачката на музикантите през 1942–1944 г. влошава ситуацията. Вокалистите започват да се изстрелват сами. До края на войната суингът отстъпва място на по-малко танцуваната музика, като бибоп. Много от големите суинг банди се разпадат, тъй като времената и вкусовете се променят.
Много групи от ерата на суинга продължават десетилетия след смъртта или напускането на техните основатели и съименници, а някои все още са активни през 21-ви век, често наричани „групи призраци“, термин, приписван на Уди Херман, отнасящ се до оркестри, които упорстват при отсъствието на първоначалните си лидери.

### Модерни големи групи
Въпреки че големите групи се идентифицират с ерата на суинга, те продължават да съществуват и след тези десетилетия, въпреки че музиката, която свирят, често е различна от суинга. Записът на ръководителя на бандата Чарли Барнет на „Cherokee“ през 1942 г. и „The Moose” през 1943 г. се нарича началото на ерата на боп. Първата група на Уди Херман, наречена First Herd, е заимствана от прогресив джаз, докато Second Herd набляга на саксофонната част от трима тенора и един баритон. През 50-те години на миналия век Стан Кентън нарича музиката на групата си „прогресивен джаз“, „модерна“ и „нова музика“. Той създава своята група като средство за своите композиции. Кентън раздвижва границите на големите банди чрез комбиниране на конфликтни елементи и чрез наемане на аранжори, чиито идеи за музиката си противоречат. Този експанзивен еклектизъм характеризира голяма част от джаза след Втората световна война. През 60-те и 70-те години на миналия век Sun Ra и неговата Arketstra извеждат големите банди по-далеч. Еклектичната музика на Ра се изпълнява от списък от музиканти от десет до тридесет и е представена като театър, с костюми, танцьори и специални ефекти.
Тъй като джазът се разширява през 50-те до 70-те години на миналия век, групите на Бейзи и Елингтън все още съществуват, както и групите, водени от Бъди Рич, Джийн Крупа, Лайънъл Хамптън, Ърл Хайнс, Лес Браун, Кларк Тери и Док Северинсен. Прогресив групите са водени от Дизи Гилеспи, Гил Евънс, Карла Бли, Тошико Акиоши и Лю Табакин, Дон Елис и Антъни Бракстън.
През 60-те и 70-те години на миналия век бигбенд рокът става популярен чрез интегриране на музикални съставки като експериментиране на прогресив рок, джаз фюжън и хорн хорновете, често използвани в блус и соул музиката, с някои от най-известните групи, включително Чикаго; Кръв, пот и сълзи; Кула на силата; и от Канада Lighthouse. Жанрът постепенно се поглъща в основния поп рок и джаз рок сектора.
Други ръководители на бендове използват бразилска и афро-кубинска музика с инструментариум на биг бенд, а биг бендовете, водени от аранжьора Гил Евънс, саксофониста Джон Колтрейн (в албума Ascension от 1965 г.) и бас китариста Жако Пасториус, представят готин джаз, фрий джаз и джаз фюжън, съответно, към домейна на големия диапазон. Модерни биг бендове могат да бъдат намерени, свирещи на всички стилове джаз музика. Някои големи съвременни европейски джаз ансамбли свирят предимно авангарден джаз, използвайки инструментите на големите банди. Примерите включват Vienna Art Orchestra, основан през 1977 г., и Italian Instabile Orchestra, активен през 90-те години на миналия век.
В края на 90-те години на миналия век има възраждане на суинга в САЩ Lindy Hop отново става популярен и младите хора отново се интересуват от стиловете на биг бендите.
Големите групи поддържат присъствие в американската телевизия, особено чрез късното вечерно токшоу, което исторически е използвало биг бендовете като акомпанимент на дома. Обикновено най-известните предавания с най-ранни времеви интервали и най-голяма публика имат по-големи групи с клаксони, докато тези в по-късните времеви интервали вървят с по-малки, по-стройни ансамбли.
Много колежански и университетски музикални катедри предлагат джаз програми и включват курсове за биг бенд по импровизация, композиция, аранжиране и студиен запис, включващи изпълнения на биг бендове от 18 до 20 души.

## Радио
През 30-те години на миналия век Ърл Хайнс и неговата група излъчват от Grand Terrace в Чикаго всяка вечер в цяла Америка. В Канзас Сити и в целия югозапад, по-земен, по-блус стил е разработен от такива лидери на бандата като Бени Мотен и по-късно от Джей МакШан и Джеси Стоун . Дистанционните устройства за големи групи в големите радио мрежи разпространяват музиката от бални зали и клубове в цялата страна през 30-те и 40-те години на миналия век, като дистанционните предавания от джаз клубове продължават и през 50-те години на Монитор на NBC. Радиото увеличава славата на Бени Гудман, Pied Piper of Swing. Други го предизвикват и Битката на бандите става редовна характеристика на театралните представления.
Глория Паркър има радиопрограма, в която дирижира най-големия оркестър за всички момичета, воден от жена. Тя води своя Swingphony, докато свиреши на маримба. Фил Спитални, родом от Украйна, ръководи женски оркестър от 22 души, известен като Phil Spitalny and His Hour of Charm Orchestra, наречен на неговото радио шоу, The Hour of Charm, през 1930-те и 1940-те години. Други женски групи са водени от тромпетистът BA Rolfe, Anna Mae Winburn и Ina Ray Hutton.

## Филми
Големите групи започват да се появяват във филми през 30-те до 60-те години на миналия век, въпреки че епизодичните роли на лидерите на бандата често са твърди и инцидентни за сюжета. Измислени биографични филми на Глен Милър, Джийн Крупа и Бени Гудман са направени през 50-те години на миналия век.
Групите, водени от Хелън Люис, Бен Бърни и групата на Роджър Улф Кан, са заснети от Лий де Форест в процеса на звук върху филм на фонофилм през 1925 г. в три късометражни филма, които са в колекцията от филми на Библиотеката на Конгреса.